# Lijst van Belgische adelsverheffingen 1963
Personen die in 1963 werden opgenomen in de Belgische adel of een adellijke titel verwierven.

## Burggraaf
- Paul van Zeeland, eerste minister, erfelijke adel en de titel burggraaf, overdraagbaar bij eerstgeboorte.

## Baron
- Charles-Paul de Cumont (1902-1990), luitenant-generaal, erfelijke adel en de titel baron, overdraagbaar bij eerstgeboorte.
- Jonkheer Léopold Dumont de Chassart (1894-1976), de titel baron, overdraagbaar bij eerstgeboorte.
- Jonkheer Louis Scheyven (1904-1979), ambassadeur, de titel baron, overdraagbaar bij eerstgeboorte.
- Jonkheer Paul de la Vallée Poussin (1907-1986), eerste voorzitter hof van beroep in Brussel, de titel baron, overdraagbaar bij eerstgeboorte.
- Baron Jacques de Wyckersloot de Rooyesteyn (1896-1988), uitbreiding van de titel baron tot alle afstammelingen die de naam dragen.

## Ridder
- Paul Lacoste (1883-1975), erfelijke adel en persoonlijke titel ridder.
- Jonkheer Théodore Taymans (1903-1985), notaris, de titel ridder, overdraagbaar bij eerstgeboorte.

## Jonkheer
- Charles (Carlo) Beeckmans de West-Meerbeeck (1903-1989), voorzitter hof van beroep in Brussel, erfelijke adel.
- Manuel Gernaert (1911-1998), secretaris-generaal Bank van de Société Générale, erfelijke adel.
- Marcel de Locht (1901-1991), erfelijke adel.
- Sylvain de Moreau de Gerbehaye (1914-2003), erfelijke adel.
- Louis Orts (1900-1985), erfelijke adel.
- Philippe Orts (1905-1989), erfelijke adel.
- Frédéric Orts (1907-1983), erfelijke adel.
- Jan de Spot (1912-1980), erfelijke adel.

## Jonkvrouw
- Elisabeth Orts (1903-1996), echtgenote van Walter Ganshof van der Meersch, persoonlijke adel.